# Carl Johann Ludwig Dham
Carl Johann Ludwig Dham (auch D’ham, * 27. August 1809 in Schmallenberg (Sauerland); † 21. Februar 1871 in Paderborn) war ein deutscher Jurist und Politiker. 1848/49 war er Mitglied der Frankfurter Nationalversammlung.

## Leben
Dham war Sohn des Arztes Clemens Ludwig Dham, wurde katholisch erzogen und studierte von 1830 bis 1833 Rechtswissenschaften in Bonn, Greifswald und Heidelberg. Während seines Studiums wurde er Mitglied in mehreren Burschenschaften: Alte Bonner Burschenschaft (1831), Burschenschaft Populonia Bonn (1831), Alte Heidelberger Burschenschaft Franconia (1831), Alte Greifswalder Burschenschaft (1832). Nach seinem Studium war er zunächst Auskultator am Hofgericht in Arnsberg. Die Mitgliedschaft in dieser damals oppositionellen Burschenschaftsbewegung, seine Teilnahme am Hambacher Fest und demokratische Äußerungen führten 1833 zu einem Strafverfahren und Verurteilung wegen Hochverrats. Als Folge verbüßte Dham bis 1840 eine Festungshaft in Magdeburg. In einem weiteren Verfahren 1836 wurde das Strafmaß auf 25 Jahre erhöht und Dham aus dem juristischen Dienst entlassen. Er ist im Schwarzen Buch der Frankfurter Bundeszentralbehörde (Eintrag Nr. 296) festgehalten. Im Jahr 1840 wurde Dham begnadigt und konnte seine berufliche Tätigkeit im Justizwesen wieder aufnehmen. Bei aller Härte der politischen Verfolgung während der Restaurationsepoche zeigt die Wiederanstellung doch, dass die Staaten des Deutschen Bundes weit von einer Diktatur des 20. Jahrhunderts entfernt waren.
Nach der Haftentlassung arbeitete Dham als Oberlandesgerichtsassessor zunächst in Marsberg und Brilon und von 1846 bis zum Frühjahr 1848 in Arnsberg. Anschließend kehrte er nach Brilon zurück und wurde dort 1850 Kreisrichter und später Gerichtsrat (Rechtsanwalt). Ab 1866 bis zu seinem Tod war er Rechtsanwalt in Paderborn.
Während der Revolution von 1848/49 wurde Dham für den Wahlkreis Meschede in die Nationalversammlung gewählt und war dort Mitglied der Fraktion des „Württemberger Hofes.“ Er trat damit für die Schaffung einer parlamentarischen Monarchie mit starker Volksvertretung und eine bundesstaatliche Verfassung in großdeutscher Gestalt ein. In der Tat stimmte Dham mit diesen Grundsätzen überein, wie etwa ein Zeitungsbeitrag aus dem Jahr 1849 zeigt. Darin hat er klar erkannt, dass die Märzerrungenschaften keineswegs gesichert seien. Er plädierte für eine konstitutionelle Monarchie mit einer „freisinnigen Verfassung“ und einem Einkammerparlament und forderte ein freiheitliches Preßgesetz und die Verantwortlichkeit der Minister. Als Basis sei allerdings auch eine freisinnige Gemeindeverfassung und eine Reform der Staatsverwaltung nötig. Dasselbe gelte für das Gerichtswesen. Er plädierte für öffentliche und mündliche Verhandlungen sowie die Einrichtung von Geschworenengerichten. Allerdings entfernte sich Dham bald von den großdeutschen Positionen und gehörte zu denjenigen, die sich einer kleindeutschen Lösung zuwandten; so wählte er Friedrich Wilhelm IV. mit zum Kaiser der Deutschen.
In den 1860er Jahren verfasste er eine politische Schrift, in er sich als vormaliger Demokrat teils nationalliberalen und teils konservativen Positionen annäherte.

## Schriften
- Ein Rückblick auf das Jahr 1848. In: Mescheder Zeitung vom 27. Januar 1849. Abgedruckt In: Magdalena Padberg (Hrsg.): Als wir preußisch wurden. Das Sauerland von 1816–1849. Fredeburg, 1982. S. 364f.
- Antrag des Abgeordneten Dham, aus Westphalen, eine neue politische Eintheilung Deutschlands betreffend: ein Beitrag zur deutschen Reichsverfassung, Verlag Wilmans, Frankfurt am Main, 1848
- März-Brief an das deutsche Volk. Einheit oder Untergang? Leipzig, 1861.